# David Byrne (irlandzki polityk)
David Byrne (ur. 26 kwietnia 1947 w Monasterevin) – irlandzki prawnik i polityk, urzędnik państwowy i europejski, członek Komisji Europejskiej.

## Życiorys
Po ukończeniu szkoły średniej studiował prawo na University College Dublin. Uzyskał następnie uprawnienia zawodowe w King’s Inns, w 1985 został starszym radcą. Praktykował w zawodzie w sądownictwie powszechnym i arbitrażowym. Był współpracownikiem premiera Bertiego Aherna, brał udział m.in. w negocjacjach pokojowych zakończonych podpisaniem porozumienia wielkopiątkowego. Od czerwca 1997 do lipca 1999 sprawował urząd prokuratora generalnego Irlandii.
We wrześniu 1999 został komisarzem ds. zdrowia i ochrony konsumentów w Komisji Europejskiej, którą kierował Romano Prodi. Funkcję tę pełnił do listopada 2004 (od 1 maja 2004 wspólnie z Pavlem Teličką, czeskim przedstawicielem w KE). W 2006 objął stanowisko kanclerza Dublin City University.